# Bazoches-les-Hautes
Bazoches-les-Hautes é uma comuna francesa na região administrativa do Centro, no departamento Eure-et-Loir. Estende-se por uma área de 16,67 km². Em 2010 a comuna tinha 320 habitantes (densidade: 19,2 hab./km²).